# 上杉重季
上杉 重季（うえすぎ しげすえ）は、南北朝時代の武士。従来、実名は顕能（あきよし）とされてきたが、近年の研究によって、実名が重季と判明し、彼とは別に「顕能」と称する人物（重能の実子）がいたと考えられている。

## 経歴
上杉重行の子として誕生。上杉重能の養子となる。正平4年/貞和5年（1349年）、養父・重能が高師直らによって謀殺されると、同じく養子であった能憲と共に、足利直義を頼って師直と争う。
正平6年/観応2年（1351年）2月、能憲が摂津国武庫川で高師直・師夏父子らを滅ぼすと、顕能は師夏に代わって備後国守護に任じられて6月には現地に入っているが、同年8月には足利尊氏が任じた岩松頼宥に守護を追われて、以後消息不明となる。

## 「重季」と「顕能」
以上は、重行の子で重能の養子となり、後に備後守護になったとされている修理亮の経歴で、これまでは「上杉系図」などから実名は「顕能」と考えられてきた人物である。
ところが、『師守記』の興国5年/康永3年（1344年）5月条などには、重能と併記される形で「修理亮重季」と称される人物が登場する事から、修理亮の実名は重季であった事が判明する。一方、別の系図である「上杉本上杉系図」には重能の実子として「左近将監 早世」と記された重季とは明らかに官途名の異なる実名不詳の人物が記載されており、この人物の実名が顕能であったとみられる。
その「左近将監」に関しては、正平19年/貞治3年（1363年）10月から12月までの短期間ながら関東執事（後の関東管領）を務めていた事が確認される「上杉左近将監」との関連性が注目されている。この左近将監に関しては実名が不詳で、従来は官途名から上杉憲春・憲栄説があったものの、年代的なずれや花押の違いが指摘されており確定できなかった。ところが、この左近将監が重能の実子の左近将監と同一人物とみなした場合、上杉一族の有力者であった重能の子という血筋（義兄弟である憲能や従兄弟（重能の甥）である高師有は関東執事（管領）を務めている）や年齢（憲栄よりも年長と考えられる）から、憲春・憲栄以上の有力な候補と考えられる。このため、この実名不詳の関東管領「上杉左近将監」＝上杉重能の子・「左近将監顕能」に比定して、その短い在任期間も早世によるものと考えることが出来るとする説が提示されている。